# Malacopteron affine
A Malacopteron affine a madarak osztályának verébalakúak (Passeriformes) rendjébe és a Pellorneidae családjába tartozó faj.

## Rendszerezése
A fajt Edward Blyth angol zoológus írta le 1842-ben, a Trichastoma nembe Trichastoma affine néven.

## Alfajai
- Malacopteron affine affine
- Malacopteron affine notatum
- Malacopteron affine phoeniceum[4]

## Előfordulása
Délkelet-Ázsiában, Brunei, Indonézia, Malajzia és Thaiföld területén honos. A természetes élőhelye a szubtrópusi vagy trópusi síkvidéki esőerdők, mocsári erdők, folyók és patakok környéke, valamint ültetvények. Állandó, nem vonuló faj.

## Megjelenése
Testhossza 15-17 centiméter, testtömege 14-21 gramm.

## Életmódja
Rovarokkal táplálkozik.